# St Laurence’s Church (Greenock)

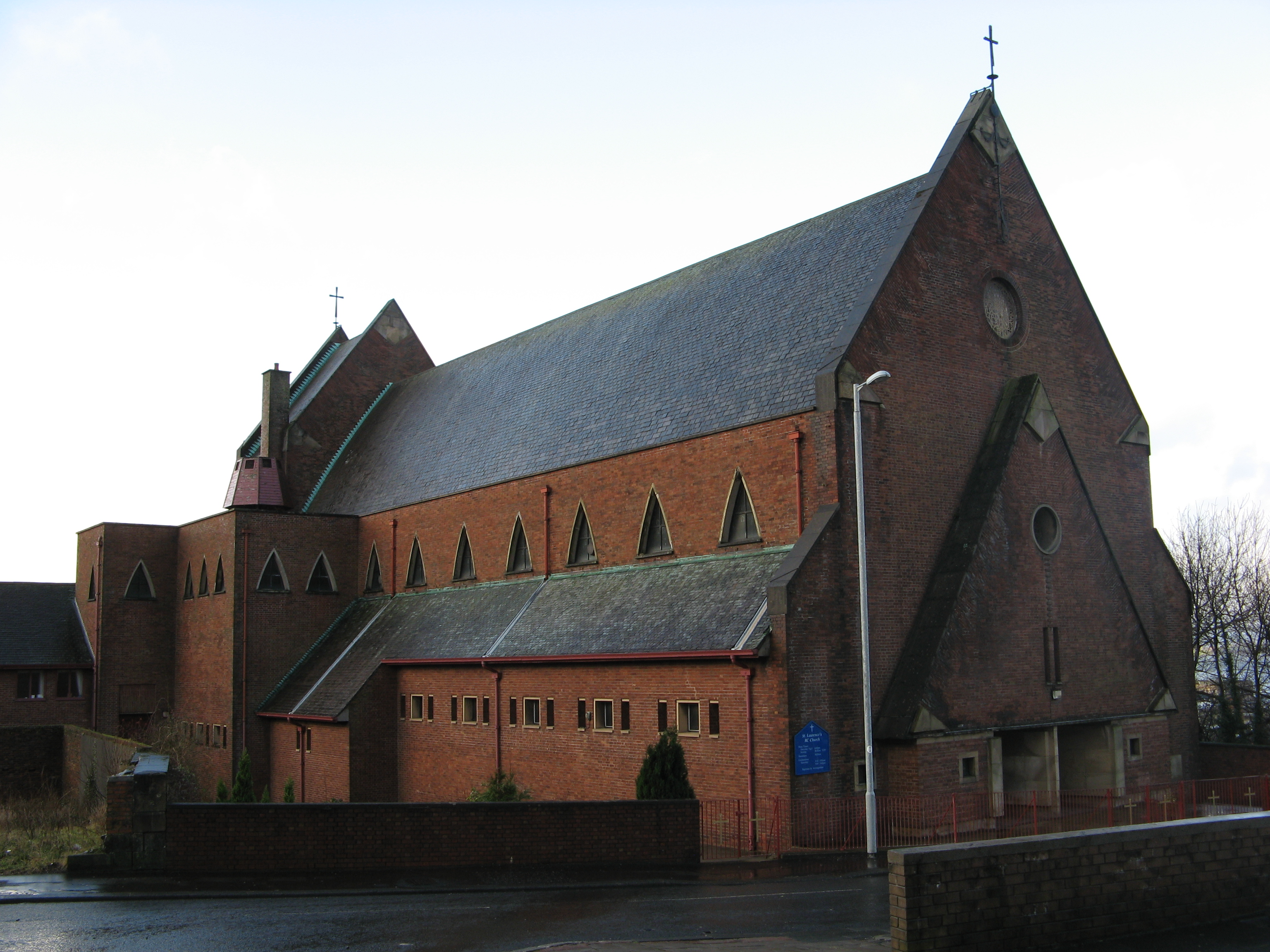
St Laurence’s Church

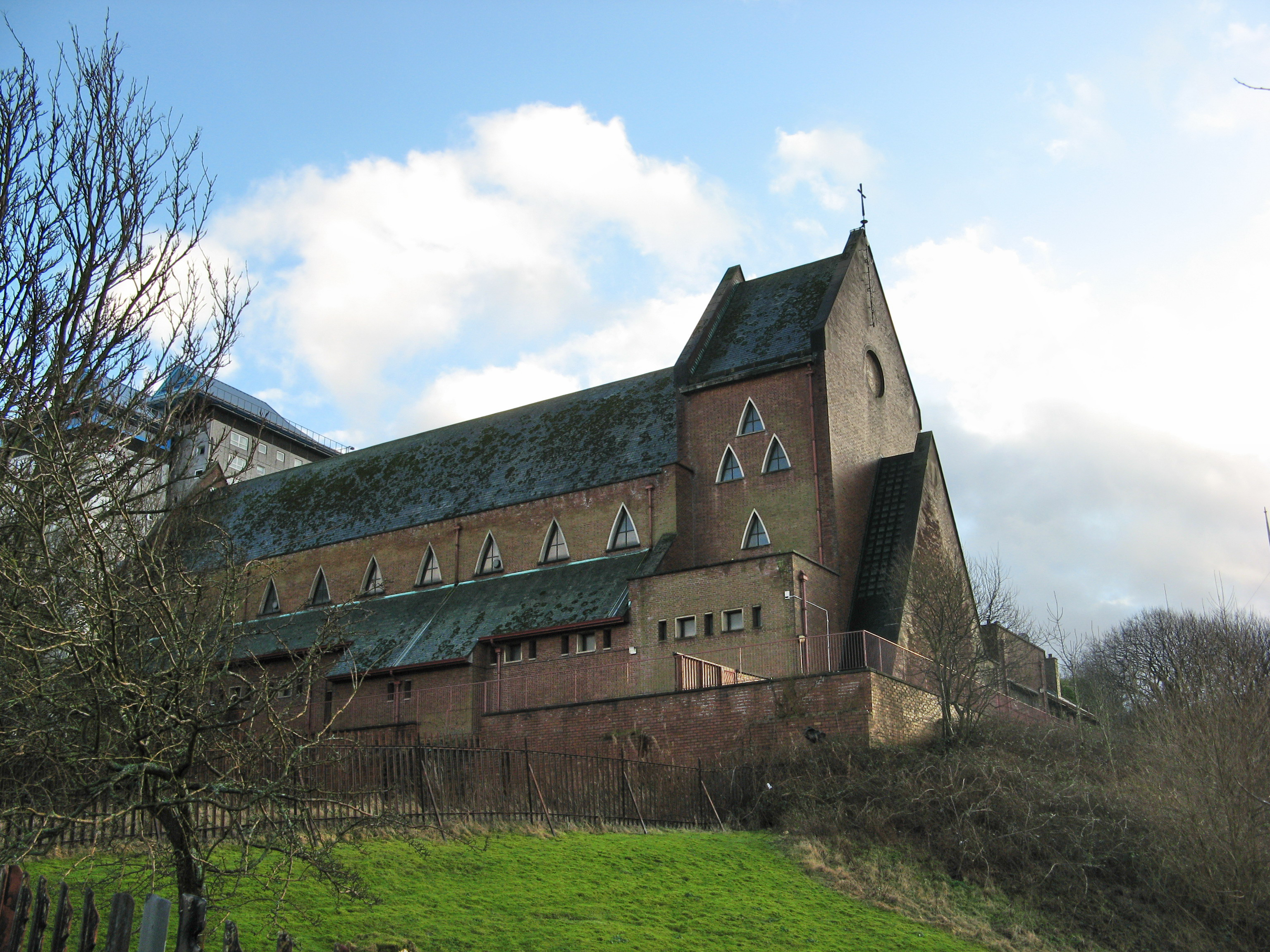
Rückansicht

Die St Laurence’s Church ist ein römisch-katholisches Kirchengebäude in der schottischen Stadt Greenock in Inverclyde. 1994 wurde das Bauwerk in die schottischen Denkmallisten in der höchsten Kategorie A aufgenommen. Die Kirche ist noch als solche in Verwendung.

## Beschreibung
Die St Laurence’s Church liegt an der Kreuzung zwischen Ingleston Street und Kilmacolm Road südöstlich des Stadtzentrums von Greenock. Sie wurde zwischen 1951 und 1954 errichtet. Der Entwurf stammt von dem renommierten Architekturbüro Gillespie, Kidd & Coia, das für zahlreiche römisch-katholische Sakralbauten im Erzbistum Glasgow und dem Bistum Paisley verantwortlich zeichnet. Stilistisch orientiert sich das Gebäude an skandinavischen Kirchenbauten. Das Mauerwerk besteht aus rotem Backstein und Details aus Sandstein. Das aufsitzende Satteldach ist mit Schieferschindeln eingedeckt. Das Gebäude besteht aus einem länglichen Hauptschiff mit schmalen Seitenschiffen. Zahlreiche Elemente greifen das Dreieck als Motiv auf. So tritt giebelseitig ein wuchtiges Dreieck oberhalb des Eingangsbereiches hervor. Die Fenster entlang des Hauptschiffes sind dreieckig und auf zehn vertikalen Achsen angeordnet. Am Westende tritt ein kurzes Querschiff mit Flachdach heraus. Auffällig sind die Abdeckungen des Ventilationssystems, die mit oktogonalen Kappen aufragen.